# Agyneta
Agyneta là một chi nhện trong họ Linyphiidae.